# 319. strelska divizija (ZSSR)
319. strelska divizija (izvirno rusko 319. стрелковая дивизия; kratica 319. SD) je bila strelska divizija Rdeče armade v času druge svetovne vojne.

## Zgodovina
Divizija je bila ustanovljena avgusta 1942 in razpuščena februarja 1943. Ponovno je bila ustanovljena oktobra 1943 s preoblikovanjem 32. in 33. strelske brigade.